# کلم‌اسکات، استرالیا غربی
کلم‌اسکات (به انگلیسی: Kelmscott) یک حومه شهر در استرالیا است که در استرالیای غربی واقع شده‌است.

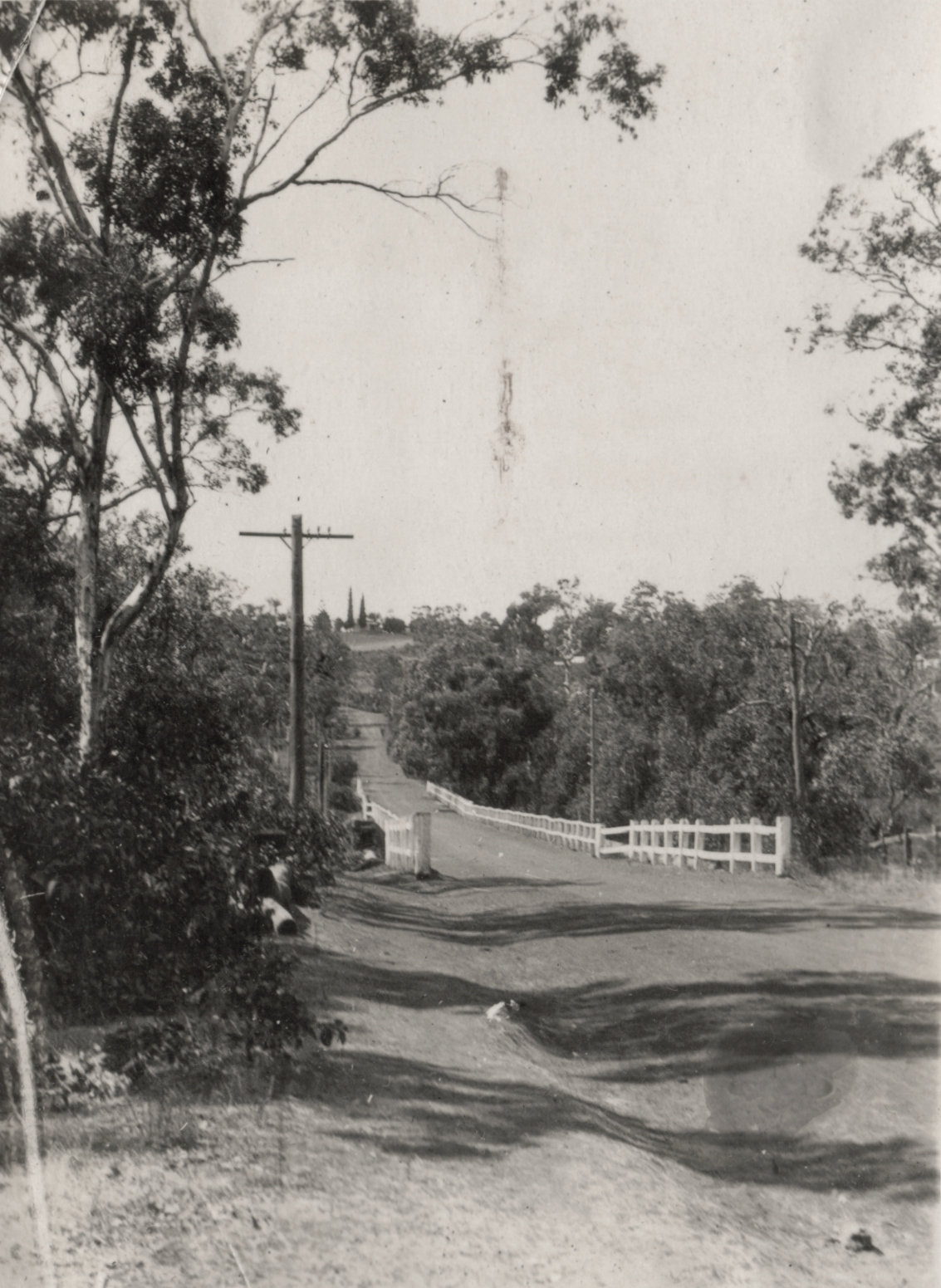
پل زیر مدرسه، کلم‌اسکات، غربی استرالیا، ۲۳ مارس